# Волков Олександр Володимирович
Олександр Володимирович Волков (нар. 3 березня 1967, Калінінград, РРФСР, СРСР — пом. 19 жовтня 2019) — радянський і російський тенісист, заслужений майстер спорту Росії і заслужений тренер Росії. Тренер збірної Росії з тенісу.

## Кар'єра
З 1974 по 1984 рік навчався в калінінградській школі № 49.
Почав брати участь в міжнародних турнірах в 1986 році.
У 1990 році виграв в першому раунді відкритого чемпіонату США у першого номера в рейтингу Стефана Едберга 6:3, 7:6, 6:2.
Перший турнір виграв в лютому 1991 року в Мілані, другий в січні 1993 року в Окленді. Восени 1994 року переміг у Кубку Кремля, вигравши у фіналі у американця Чака Адамса 6:2, 6:4.
У 1991 році в 1/8 фіналу Вімблдону Волков зустрічався з 6-м сіяним німцем Міхаелем Штіхом. У 5-му сеті за рахунку 4:6, 6:3, 5:7, 6:1, 5:3 Волков подавав на матч і вів в геймі 30:15. Після одного з ударів Волкова німець відповів ударом справа по лінії, м'яч очевидно йшов в аут, однак влучив у бокову стійку, на якій кріпиться сітка, по немислимій траєкторії облетів  Волкова, який вийшов до сітки і потрапив в самий кут корту. Рахунок став 30:30 замість 40:15 і двох матчболів Волкова. Штіх зумів виграти цей гейм, потім ще три поспіль і з ними матч, а потім обіграв поспіль Джима Кур'є, Стефана Едберга, Бориса Беккера і виграв свій єдиний в кар'єрі турнір Великого шолома.
У 1993 році Волков вийшов в півфінал відкритого чемпіонату США, де поступився в трьох сетах Піту Сампрасу.
Дворазовий фіналіст Кубка Девіса у складі збірної Росії (1994 і 1995).
Волков пішов з активного спорту в 1997 році, у віці 30 років. Всього за кар'єру заробив 3,3 млн євро призових. Перший час після завершення кар'єри присвятив відпочинку, разом з дружиною багато подорожував по місцях, де колись грав в теніс, зокрема, подружжя відвідало США, Об'єднані Арабські Емірати. У 1999 році Волков був призначений генеральним директором тенісного турніру «Кубок Кремля».
З 2002 року Волков працював тренером збірної Росії з тенісу. Допомагав молодим тенісистам піднятися до серйозного рівня. Серед тих, кого тренував Волков (в числі інших наставників) — Анастасія Мискіна, Марат і Дінара Сафіни, Олена Дементьєва, Микола Давиденко, Михайло Южний. Пізніше Волков входив в тренерський штаб жіночої і чоловічої збірних Росії.
В останні роки тренував в рідному Калінінграді, був наставником російського тенісиста Крістіана Лозана.

## Смерть
Помер 19 жовтня 2019 року в Калінінграді в віці 52 років .

## Родина
Колишня дружина Ярослава, син Павло.

## Фінали турнірів АТП за кар'єру (14)

### Одиночний розряд: 11 (3–8)
| Легенда                         |
| ------------------------------- |
| Турніри Великого шлема (0–0)    |
| Фінали Світового туру ATP (0–0) |
| Серія Мастерс ATP (0–0)         |
| Серія турнірів ATP (0–0)        |
| Світова серія ATP (3–8)         |

| Фінали за покриттям |
| ------------------- |
| Тверде (1–3)        |
| Ґрунт (0–0)         |
| Трава (0–1)         |
| Килим (2–4)         |

| Фінали за типом корту |
| --------------------- |
| Відкритий корт (1–4)  |
| Закритий корт (2–4)   |

| Результат | В-П | Дата     | Турнір                                         | Рівень        | Покриття | Суперник          | Рахунок             |
| --------- | --- | -------- | ---------------------------------------------- | ------------- | -------- | ----------------- | ------------------- |
| Поразка   | 0–1 | Лют 1989 | Мілан, Італія                                  | Гран-прі      | Килим    | Борис Бекер       | 1–6, 2–6            |
| Поразка   | 0–2 | Січ 1990 | Rosmalen Grass Court Championships, Нідерланди | Світова серія | Трава    | Амос Мансдорф     | 3–6, 6–7            |
| Поразка   | 0–3 | Жов 1990 | Берлін, Німеччина                              | Світова серія | Килим    | Роналд Ейдженор   | 6–4, 4–6, 6–7(8–10) |
| Перемога  | 1–3 | Лют 1991 | Мілан, Італія                                  | Світова серія | Килим    | Крістіано Каратті | 6–1, 7–5            |
| Поразка   | 1–4 | Січ 1992 | Веллінгтон, Нова Зеландія                      | Світова серія | Тверде   | Джефф Таранго     | 1–6, 0–6, 3–6       |
| Поразка   | 1–5 | Бер 1992 | Роттердам, Нідерланди                          | Світова серія | Килим    | Борис Бекер       | 6–7(9–11), 6–4, 2–6 |
| Поразка   | 1–6 | Кві 1992 | Йоганнесбург, ПАР                              | Світова серія | Тверде   | Аарон Крікстейн   | 4–6, 4–6            |
| Перемога  | 2–6 | Січ 1993 | Окленд, Нова Зеландія                          | Світова серія | Тверде   | Малівай Вашінгтон | 7–6(7–2), 6–4       |
| Поразка   | 2–7 | Січ 1994 | Аделаїда, Австралія                            | Світова серія | Тверде   | Євген Кафельников | 4–6, 3–6            |
| Перемога  | 3–7 | Лис 1994 | Москва, Росія                                  | Світова серія | Килим    | Чак Адамс         | 6–2, 6–4            |
| Поразка   | 3–8 | Лют 1997 | Шанхай, КНР                                    | Світова серія | Килим    | Ян Крошлак        | 2–6, 6–7(2–7)       |

### Парний розряд: 3 (3 поразки)
| Легенда                         |
| ------------------------------- |
| Турніри Великого шлема (0–0)    |
| Фінали Світового туру ATP (0–0) |
| Серія Мастерс ATP (0–0)         |
| Серія турнірів ATP (0–0)        |
| Світова серія ATP (0–3)         |

| Фінали за покриттям |
| ------------------- |
| Тверде (0–2)        |
| Ґрунт (0–0)         |
| Трава (0–0)         |
| Килим (0–1)         |

| Фінали за типом корту |
| --------------------- |
| Відкритий корт (0–2)  |
| Закритий корт (0–1)   |

| Результат | В-П | Дата     | Турнір                | Рівень        | Покриття | Partnet          | Суперники                     | Рахунок  |
| --------- | --- | -------- | --------------------- | ------------- | -------- | ---------------- | ----------------------------- | -------- |
| Поразка   | 0–1 | Лис 1991 | Москва, Росія         | Світова серія | Килим    | Андрій Черкасов  | Ерік Єлен Карл-Уве Стіб       | 4–6, 6–7 |
| Поразка   | 0–2 | Січ 1993 | Окленд, Нова Зеландія | Світова серія | Тверде   | Алекс Антоніч    | Грант Коннелл Патрік Гелбрайт | 3–6, 6–7 |
| Поразка   | 0–3 | Сер 1996 | Connecticut Open, США | Світова серія | Тверде   | Гендрік Дрікманн | Люк Єнсен Мерфі Єнсен         | 3–6, 6–7 |

## Фінали ATP Челленджер і ITF Ф'ючерс

### Одиночний розряд: 1 (1–0)
| Легенда              |
| -------------------- |
| ATP Челленджер (1–0) |
| ITF Ф'ючерс (0–0)    |

| Фінали за покриттям |
| ------------------- |
| Тверде (1–0)        |
| Ґрунт (0–0)         |
| Трава (0–0)         |
| Килим (0–0)         |

| Результат | В-П | Дата     | Турнір           | Рівень     | Покриття | Суперник       | Рахунок  |
| --------- | --- | -------- | ---------------- | ---------- | -------- | -------------- | -------- |
| Перемога  | 1–0 | Лис 1996 | Аахен, Німеччина | Челленджер | Тверде   | Давід Пріносіл | 6–3, 7–6 |

## Командні турніри

### Фінали командних турнірів (2)

#### Поразка (2)
| № | Рік  | Турнір       | Команда                                                | Суперник у фіналі                             | Рахунок |
| 1 | 1994 | Кубок Девіса | О. Волков, Є. Кафельников, А. Ольховський, А. Черкасов | Я. Апелль, Й. Бйоркман, М. Ларссон, С. Едберг | 1-4     |

| № | Рік  | Турнір       | Команда                                                | Суперник в фіналі                             | Рахунок |
| 2 | 1995 | Кубок Девіса | О. Волков, Є. Кафельников, А. Ольховський, А. Чесноков | Дж. Кур'є, Т. Мартін, П. Сампрас, Р. Ренеберг | 1-3     |

## Часовий графік результатів
| W | Ф | ПФ | ЧФ | #Р | КТ | К# | DNQ | A | NH |

### Одиночний розряд
| Турніри Великого шлему                 |                   |                   |                   |                   |                   |                   |      |              |                   |                   |                   |                   |        |       |     |
| Відкритий чемпіонат Австралії з тенісу | NH                |                   | 1р                |                   | 2р                | 1р                | 3р   | 3р           | 4р                | 1р                | 1р                |                   | 0 / 8  | 8–8   | –   |
| Відкритий чемпіонат Франції з тенісу   |                   |                   | 1р                |                   | 3р                | 1р                | 3р   | 1р           | 2р                | 1р                | 1р                | 2р                | 0 / 9  | 6–9   | 40% |
| Вімблдонський турнір                   | К1р               | 4р                | 2р                | 1р                | 4р                | 4р                | 3р   | 2р           | 4р                | 3р                | 3р                | 1р                | 0 / 11 | 20–11 | 65% |
| Відкритий чемпіонат США з тенісу       |                   | 1р                |                   | 3р                | 2р                | 2р                | ЧФ   | ПФ           | 1р                | 3р                | 3р                | 1р                | 0 / 10 | 17–10 | 63% |
| В-П                                    | 0–0               | 3–2               | 1–3               | 2–2               | 7–4               | 4–4               | 10–4 | 8–4          | 7–4               | 4–4               | 4–4               | 1–3               | 0 / 38 | 51–38 | 57% |
| Виступи за країну                      |                   |                   |                   |                   |                   |                   |      |              |                   |                   |                   |                   |        |       |     |
| Літні Олімпійські ігри                 | NH                | NH                | 1р                | Не проводили      | Не проводили      | Не проводили      |      | Не проводили | Не проводили      | Не проводили      |                   | NH                | 0 / 1  | 0–1   | 0%  |
| Чемпіонат завершення сезону            |                   |                   |                   |                   |                   |                   |      |              |                   |                   |                   |                   |        |       |     |
| Кубок Великого шлему                   | Не кваліфікувався | Не кваліфікувався | Не кваліфікувався | Не кваліфікувався | Не кваліфікувався | Не кваліфікувався | 1р   | 1р           | Не кваліфікувався | Не кваліфікувався | Не кваліфікувався | Не кваліфікувався | 0 / 2  | 0–2   | 0%  |
| Тур ATP Мастерс 1000                   |                   |                   |                   |                   |                   |                   |      |              |                   |                   |                   |                   |        |       |     |
| Індіан-Веллс                           |                   |                   |                   | 1р                | 1р                | 2р                |      | ПФ           | ЧФ                |                   |                   |                   | 0 / 5  | 8–5   | 62% |
| Відкритий чемпіонат Маямі з тенісу     |                   | 1р                | 3р                | 3р                | 4р                | 2р                |      | 2р           | 2р                |                   |                   |                   | 0 / 7  | 7–7   | 50% |
| Монте-Карло                            |                   |                   |                   |                   |                   | 3р                | 2р   |              |                   |                   |                   |                   | 0 / 2  | 3–2   | 60% |
| Гамбург                                |                   |                   |                   | 1р                | 1р                | 3р                | 1р   |              | 1р                | 1р                | 1р                | К1р               | 0 / 7  | 2–7   | 22% |
| Рим                                    |                   |                   |                   |                   | 2р                | 2р                | 1р   |              | 2р                | 1р                |                   |                   | 0 / 5  | 3–5   | 38% |
| Мастерс Канада                         |                   |                   |                   |                   | 1р                |                   |      | ЧФ           | 1р                | 1р                |                   |                   | 0 / 4  | 2–4   | 33% |
| Мастерс Цинциннаті                     |                   |                   | 1р                | 1р                |                   |                   | 2р   | 3р           | 1р                |                   |                   |                   | 0 / 5  | 3–5   | 38% |
| Париж                                  |                   | 2р                |                   |                   | 1р                | ЧФ                | 3р   | 2р           | 1р                | 2р                |                   |                   | 0 / 7  | 6–7   | 46% |
| В-П                                    | 0–0               | 1–2               | 2–2               | 2–4               | 6–6               | 8–6               | 2–5  | 8–5          | 4–7               | 1–4               | 0–1               | 0–0               | 0 / 42 | 34–42 | 45% |

## Юніорські фінали турнірів Великого шолома

### Парний розряд: 1 (1 поразка)
| Результат | Рік  | Турнір                               | Покриття | Партнер              | Суперники            | Рахунок       |
| --------- | ---- | ------------------------------------ | -------- | -------------------- | -------------------- | ------------- |
| Поразка   | 1985 | Відкритий чемпіонат Франції з тенісу | Ґрунт    | Габричідзе Володимир | Петр Корда Цирил Сук | 6–4, 0–6, 5–7 |

## Перемоги на гравцями першої 10-ки
| Сезон    | 1987 | 1988 | 1989 | 1990 | 1991 | 1992 | 1993 | 1994 | 1995 | 1996 | 1997 | Всього |
| Перемоги | 0    | 0    | 2    | 3    | 1    | 5    | 1    | 4    | 1    | 0    | 0    | 17     |

| #    | Гравець               | Рейтинг | Турнір                                               | Покриття   | Р-д  | Рахунок            | РВ   |
| 1989 | 1989                  | 1989    | 1989                                                 | 1989       | 1989 | 1989               | 1989 |
| ---- | --------------------- | ------- | ---------------------------------------------------- | ---------- | ---- | ------------------ | ---- |
| 1.   | Мілослав Мечирж       | 8       | Кубок Девіса, Прага, Чехословаччина                  | Килим (i)  | RR   | 6–2, 6–7, 6–0      | 64   |
| 2.   | Якоб Гласек           | 8       | Мілан, Італія                                        | Килим (i)  | 2р   | 7–6, 7–5           | 61   |
| 1990 |                       |         |                                                      |            |      |                    |      |
| 3.   | Тім Майотт            | 10      | Lipton International Players Championships 1990, США | Тверде     | 2р   | 6–1, 6–4           | 100  |
| 4.   | Стефан Едберг         | 1       | Відкритий чемпіонат США з тенісу 1990, Нью-Йорк, США | Тверде     | 1р   | 6–3, 7–6, 6–2      | 52   |
| 5.   | Еміліо Санчес Вікаріо | 8       | Стокгольм, Швеція                                    | Килим (i)  | 2р   | 7–5, 6–3           | 34   |
| 1991 |                       |         |                                                      |            |      |                    |      |
| 6.   | Карел Новачек         | 9       | Базель, Швейцарія                                    | Тверде (i) | ЧФ   | 6–1, 6–7, 6–3      | 24   |
| 1992 |                       |         |                                                      |            |      |                    |      |
| 7.   | Карел Новачек         | 10      | Мілан, Італія                                        | Килим (i)  | 1р   | 7–6, 7–6           | 25   |
| 8.   | Іван Лендл            | 7       | Штутгарт, Німеччина                                  | Килим (i)  | 2р   | 7–6, 5–7, 6–1      | 28   |
| 9.   | Гі Форже              | 6       | Штутгарт, Німеччина                                  | Килим (i)  | ЧФ   | 6–4, 6–4           | 28   |
| 10.  | Горан Іванишевич      | 5       | Відкритий чемпіонат США з тенісу 1992, Нью-Йорк, США | Тверде     | 3р   | 6–4, 6–0, 6–3      | 20   |
| 11.  | Стефан Едберг         | 3       | Токіо, Японія                                        | Килим (i)  | ЧФ   | 6–3, 3–6, 7–5      | 17   |
| 1993 |                       |         |                                                      |            |      |                    |      |
| 12.  | Піт Сампрас           | 2       | Індіан-Веллс, США                                    | Тверде     | 3р   | 7–5, 6–4           | 22   |
| 1994 |                       |         |                                                      |            |      |                    |      |
| 13.  | Майкл Чанг            | 8       | Індіан-Веллс, США                                    | Тверде     | 3р   | 6–4, 1–6, 6–3      | 18   |
| 14.  | Міхаель Штіх          | 2       | World Team Cup, Дюссельдорф, Німеччина               | Ґрунт      | RR   | 6–4, 7–6           | 22   |
| 15.  | Міхаель Штіх          | 2       | Кубок Девіса, Гамбург, Німеччина                     | Тверде     | RR   | 7–5, 1–6, 7–6, 6–4 | 42   |
| 16.  | Альберто Берасатегі   | 8       | Острава, Чехія                                       | Килим (i)  | 1р   | 7–6, 6–4           | 44   |
| 1995 |                       |         |                                                      |            |      |                    |      |
| 17.  | Серхі Бругера         | 4       | Штутгарт, Німеччина                                  | Килим (i)  | 1р   | 6–4, 2–3 ret.      | 40   |